# Леклер, Жюльен
Жюльен Леклер (фр. Julien Leclerc) — французский боксёр, лучший ученик Шарля Лекура.
О нём известно, что он был хорошим атлетом, отличным бойцом и неплохим тренером. Преподавал одно время французский бокс на улице Сухого Дерева, потом на улице Решелье и у него училось множество людей. В преподавании французского бокса он придерживался метода своего учителя, но в отличие от Шарля Лекура, Жюльен не придерживался спортивного направления единоборства, а адаптировал его к реальному уличному бою. В обучении придавал особое значение уклонам, ныркам и стопорящим ударам по атакующим конечностям. Анализируя английский и французский бокс, Леклер сделал немалый вклад в национальное боевое искусство Франции.
Помимо этих качеств Жюльен был положительным человеком, с хорошим чувством юмора и на его занятиях была весёлая атмосфера. Благодаря этому тяжёлые тренировки сглаживались положительными эмоциями и к нему тянулись люди.